# Euridemo de Mélide
Euridemo de Mélide fue un griego del siglo V a. C. de Mélide (Tesalia). Fue el padre de Efialtes de Tesalia. 
Efialtes se convirtió en traidor a su patria, cuando en la invasión de los persas al mando del rey persa Jerjes I los ayudó indicándoles el paso de cabras por donde podían atacar al rey espartano Leónidas I. Este  defendía el paso de las Termópilas, y fue derrotado y muerto por esta traición. 